# Puliciphora
Puliciphora is een geslacht van insecten uit de familie van de Bochelvliegen (Phoridae), die tot de orde tweevleugeligen (Diptera) behoort.

## Soorten
- P. borinquenensis Wheeler, 1906
- P. glacialis Malloch, 1912
- P. nudipalpis Malloch, 1912
- P. occidentalis (Melander and Brues, 1903)
- P. rufipes Silva Figueroa, 1916
- P. suavis Borgmeier, 1963
- P. sylvatica Brues, 1909
- P. virginiensis Malloch, 1912